# ピカチュウたんけんたい
『ピカチュウたんけんたい』は、1999年に『劇場版ポケットモンスター 幻のポケモン ルギア爆誕』と共に上映された『ポケットモンスター』の短編映画である。両作品ともテレビ東京開局35周年記念作品。

## 概要
前作である『ピカチュウのなつやすみ』と同様にポケモン達が主役として描かれており、サトシ達の顔は映っていない。
『ポケットモンスター金銀』の発売に先駆けてエレキッドが登場している。

## あらすじ
ある日、一休みして昼寝をしていたサトシとピカチュウ一行。しかし、昼寝から目覚めたトゲピーが坂から転がっていってしまう。それに気づいたピカチュウ達はあわてて追いかけるもトゲピーはニャースと共に穴の中に落ちていってしまう。心配しているところにコダックの押し出しによってピカチュウ達も穴の中に落ちてしまい、出た先はポケモン達だけが暮らすポケモン谷だった。

## キャスト
- ピカチュウ - 大谷育江
- トゲピー - こおろぎさとみ
- ゼニガメ - 愛河里花子
- フシギダネ - 林原めぐみ
- マリル - かないみか
- ニャース - 犬山犬子
- アーボック - 坂口候一
- カビゴン - 高木均
- エレキッド - 野沢雅子
- パラセクト - 山口勝平
- イーブイ - 冬馬由美
- マダツボミ - 小桜エツ子
- タマタマ - 三木眞一郎
- ホーホー - 上田祐司
- パラス - 小西克幸
- サトシ - 松本梨香
- カスミ - 飯塚雅弓
- ケンジ - 関智一
- ナレーション - さとう珠緒 (特別出演)

## スタッフ
- 原案 - 田尻智
- アニメーション監修 - 小田部羊一
- エグゼクティブプロデューサー - 久保雅一、川口孝司
- アニメーションプロデューサー - 奧野敏聡、神田修吉
- プロデューサー - 吉川兆二、松迫由香子、盛武源
- キャラクター原案 - 杉森建、森本茂樹、藤原基史、西田敦子
- 設定協力 - 陣内弘之、川村久仁美
- キャラクターデザイン - 一石小百合、松原徳弘
- 作画監督 - 玉川明洋
- 美術監督 - 小林七郎
- 色彩設計 - 吉野記通
- 撮影監督 - 白井久男
- 音楽 - たなかひろかず、沢田完
- 音楽プロデューサー - 吉田隆
- 音響監督 - 三間雅文
- 音響プロデューサー - 南沢道義、西名武
- 制作 - 小学館プロダクション
- アニメーション協力 - スタジオコクピット
- アニメーション制作 - OLM
- 監督 - 湯山邦彦
- 製作 - 河井常吉、富山幹太郎、坂本健、宮川鑛一、福田年秀、八木正男、ピカチュウプロジェクト99

## 主題歌
オープニングテーマ「たんけんたいをつくろう!」
作詞 - 戸田昭吾、作曲・編曲 - たなかひろかず、歌 - ポケモンキッズ（ピカチュウレコード）
エンディングテーマ「そらとぶポケモンキッズ」
作詞 - 戸田昭吾、作曲・編曲 - たなかひろかず、歌 - ベッキー、コーラス - ポケモンキッズ（ピカチュウレコード）
ベッキーの実質的なソロデビュー曲。本人の認識では「“タレント業”の延長線みたいな感じ」で、歌手活動とは捉えていないという。

## 受賞歴
- 第17回ゴールデングロス賞優秀銀賞[2]